# Pakul
Pakul (ukrainisch und russisch Пакуль) ist ein Dorf in der ukrainischen Oblast Tschernihiw mit etwa 800 Einwohnern.
Das 1610 erstmals schriftlich erwähnte Dorf liegt am Ufer des Flusses Pakulka (Пакулька), einem rechten Nebenfluss der Dnipro, 36 Kilometer westlich vom Oblastzentrum und Rajonszentrum Tschernihiw.
Am 16. November 2018 wurde das Dorf ein Teil der Siedlungsgemeinde Mychajlo-Kozjubynske, bis dahin bildete es zusammen mit den Dörfern Lyneja (Линея), Papirnja (Папірня), Pylnja (Пильня), Rudnja (Рудня), Sawod (Завод) und Semenjahiwka (Семенягівка) die gleichnamige Landratsgemeinde Pakul (Пакульська сільська рада/Pakulska silska rada) im Westen des Rajons Tschernihiw.